# Kanton Belvès
Kanton Belvès (francouzsky Canton de Belvès) je francouzský kanton v departementu Dordogne v regionu Akvitánie. Tvoří ho 14 obcí.

## Obce kantonu
- Belvès
- Carves
- Cladech
- Doissat
- Grives
- Larzac
- Monplaisant
- Sagelat
- Saint-Amand-de-Belvès
- Sainte-Foy-de-Belvès
- Saint-Germain-de-Belvès
- Saint-Pardoux-et-Vielvic
- Salles-de-Belvès
- Siorac-en-Périgord